# Repatriación de polacos de 1944 a 1946
La transferencia de población polaca de los antiguos territorios orientales de Polonia, también conocida como el vuelo y expulsión de polacos al final de la Segunda Guerra Mundial alude a la migración forzosa de polacos entre 1944 y 1946. Esta fue una política oficial de la Unión Soviética que buscaba despoblar la zona de Kresy de población polaca (cerca de un millón de personas) (ver: Territorios polacos anexionados por la Unión Soviética a las  RSS Ucraniana, RSS Bielorrusa y RSS Lituana de acuerdo a lo pactado en la Conferencia de Teherán de 1943).  
El desplazamiento de las etnias polacas fue consensuado con los líderes aliados —Franklin D. Roosevelt de los Estados Unidos, Winston Churchill del Reino Unido, y Iósif Stalin de la Unión Soviética— durante la Conferencia de Teherán y la Conferencia de Yalta. En efecto, se convirtió en una de las mayores e importantes expulsiones de posguerra en Europa central y Europa del este, desplazando un total de 20 millones de personas. De acuerdo a los datos oficiales, durante la expulsión gubernamental controlada entre 1945 y 1946, 1 167 000 recibieron permiso para abandonar las repúblicas más occidentales de la Unión Soviética, de cuales menos del 50% fueron registrados como población desplazada.
Este proceso es conocido con diversos nombres como expulsión, deportación, depatriación, o repatriación dependiendo del contexto. Este último término, mientras que de forma oficial en tanto controlada por los comunistas de Polonia y la Unión Soviética, podría inducir a error, como en la mayoría de los casos las personas al salir de la zona salían de su país de origen en lugar de volver a él. También se refiere a veces como la primera repatriación, en contraste con la segunda repatriación entre los años 1955 y 1959. En un contexto más amplio, a veces es descrito como una culminación de un proceso de "despolonización" de las áreas anexionadas, durante y después de la II Guerra Mundial. El proceso fue planeado y llevado a cabo por los regímenes comunistas de la Unión Soviética y en la  Polonia de posguerra. Muchos de los repatriados polacos se establecieron en los Antiguos territorios orientales de Alemania, después de 1945, en los también llamados "Territorios recuperados" por la Población de la república de Polonia.

## Antecedentes
Las imprecisiones aparecieron en el censo soviético de 1926, donde la población de etnia polaca baja en beneficio de las etnias rusa o ucraniana. Las relaciones polaco-soviéticas se deterioraron aún más después de 1933 con el descubrimiento de la existencia de una organización secreta de inteligencia polaca (see Prometheism). Los polacos asociados a esta organización fueron arrestados y ejecutados. El XII Congreso de la Partido Comunista de la Unión Soviética propuso la expulsión de los polacos del oeste de Ucrania a las regiones orientales de la URSS para añadir a los 58.000 polacos que ya vivían en Siberia después de las Particiones de Polonia. Una lista de 8.352 familias fueron marcadas para su deportación.
Las deportaciones en masa comenzaron en el otoño de 1935 con el fin de eliminar a los polacos de las regiones fronterizas y facilitar el reasentamiento en estas áreas de etnias rusas. Sólo en ese año, 1.500 familias fueron deportadas de Ucrania. En 1936, otras 5.000 familias polacas fueron deportadas a Kazajistán. Las deportaciones fueron acompañadas por la eliminación gradual de las instituciones culturales de Polonia. Los periódicos en polaco se cerraron, al igual que los cursos de lengua polaca en los Institutos Pedagógicos en Ucrania. En el censo 1937-38, la población polaca en Ucrania había disminuido oficialmente en 120.000 personas.

### Momento histórico
La historia del asentamiento de polacos en lo que hoy es Ucrania se remonta a 1030-31. Se intensificó después de la Unión de Lublin en 1569, cuando la mayoría del territorio pasó a formar parte de la recién creada Mancomunidad polaco-lituana. De 1657 a 1793 alrededor de 80 iglesias católicas y monasterios fueron construidos solo en Volinia. La expansión del catolicismo en Lémkivschyna (véase Lemkos), Chełm, Podlaskie, Brześć, Galitzia, Volinia y Margen derecho de Ucrania estuvo acompañado por la polonización de algunos ucranianos. Los conflictos sociales y étnicos surgieron en relación con las diferencias de las prácticas religiosas entre las iglesias católica y ortodoxa y la celebración de la Unión de Brest.
En 1914, había cerca de 1.640.000 de polacos viviendo en esta región. En 1917, la población polaca de Kiev era de 42.800. En julio de 1917, cuando las relaciones entre la República Popular Ucraniana y Rusia se tensaron, el Consejo democrático polaco de Kiev dio apoyo de la parte ucraniana en el conflicto con Petrogrado. Durante la existencia de la República Popular Ucraniana se creó un ministerio para asuntos polacos noviembre de 1917 dirigido por M. Mickiewycz. Durante ese período, existían 1.300 escuelas polacas funcionado con 1.800 profesores y 84.000 estudiantes.
En la región de Podilya en 1917 había 290 escuelas polacas. Las acciones bolcheviques de 1920, sin embargo, alentaron la emigración de la población polaca a Polonia. En 1922, 120.000 polacos fueron repatriados a Polonia.
A raíz de la guerra polaco-soviética, la República Popular de Ucrania no consiguió alcanzar la independencia, a pesar del Tratado de Varsovia de 1920, y en el Tratado de Riga en 1921, los territorios en disputa se dividieron entre la Segunda República de Polonia y la RSS de Ucrania (desde 1922, una parte de la Unión Soviética).
En Polonia, 8.625 colonos (la mayoría de etnia polaca) fueron reasentados por el gobierno en Kresy. La repoblación del este con polacos fue abrumadora. En cambio, en el Voivodato polaco de Volinia (Wołyń Voivodeship (1921–1939)), que contaba con 1.437.569 habitantes en 1921, el número de colonos polacos no superó los 15.000 (3.128 refugiados de la Rusia bolchevique, alrededor de 7000 miembros de la administración local y 2.600 colonos militares (Osadnik). La situación por otro lado, se agravó ya que solo un 4% de los colonos recién llegados habían residido en dicha tierra, mientras que la mayoría tuvo que alquilar a los granjeros locales su tierra, una situación inaceptable para muchos habitantes de los superpoblada y hambrienta regiín. Lo cual incrementó estas tensiones entra la minoría ucraniana en Polonia y el gobierno polaco.
De acuerdo con el protocolo adicional secreto del Pacto Ribbentrop-Mólotov, firmado en agosto de 1939 entre la Alemania nazi y la Unión Soviética, Alemania invadió Polonia Occidental. Dos semanas más tarde, la Unión Soviética invadió Polonia Oriental. Como consecuencia de estas invasiones, Polonia fue dividida entre Alemania nazi y la Unión Soviética (ver Territorios polacos anexionados por la Unión Soviética). De esta manera, en 1939 se produjo la anexión de Kresy por la Ucrania soviética y de Bielorrusia Occidental por la Bielorrusia soviética.
En 1944, la población de etnia polaca en Ucrania occidental era de 1.182.100 personas.
Mientras tanto el Gobierno polaco en el exilio en Londres afirmó su posición de aferrarse a las fronteras de 1939. Nikita Jruschov, por otro lado, aprobaba personalmente la obtención ilegal de territorios de Stalin a través del pacto Mólotov-Ribbentrop.

## 1944–1946
El documento que reflejaba el reasentamiento de etnias polacas desde las repúblicas soviéticas de Ucrania y Bielorrusia a Polonia fue firmado el 9 de septiembre de 1944 en Lublin por Jruschov y el dirigente del Comité polaco por la liberación nacional, Edward Osóbka-Morawski. El correspondiente documento para el trasvase de población desde la RSS de Lituania fue firmado el 22 de septiembre del mismo año. Este documento especificaba que población era susceptible de ser elegida para su reasentamiento (era primariamente aplicable a todos los polacos y judíos que fueron ciudadanos de la Segunda república polaca antes del 17 de septiembre de 1939 y sus familiares), qué propiedades podían llevar consigo y que tipo de ayuda recibirían de los correspondientes gobiernos. El reasentamiento fue dividido en dos fases: primero, los ciudadanos objetivo fueron registrados como solicitantes del re-asentamiento; segundo, su petición fue revisada y aprobada por los correspondientes gobiernos. Cerca de 750.000 polacos y judíos de las regiones occidentales de Ucrania fueron deportados, así como 200.000 de las regiones occidentales de Lituania y Bielorrusia. Las deportaciones se sucedieron hasta el 1 de agosto de 1946.

### Transferencias de población desde Ucrania
Después de la Segunda Guerra Mundial, las tensiones entre las etnias polacas y las ucranianas se intensificaron, escalándose estas tensiones a la relación entre las organizaciones nacionalistas ucranianas como la Organización de Nacionalistas Ucranianos (OUN en ucraniano) y el Ejército Insurgente Ucraniano (ver: Masacre de polacos en Volinia) y el polaco Armia Krajowa. Por otro lado, el gobierno soviético estaba tratando activamente eliminar estas organizaciones, e hicieron poco para apoyar a la minoría polaca y alentaron la deportación. La prisa en que la repatriación se hizo fue tal que el líder polaco Bolesław Bierut se vio obligado a intervenir e interceder con Stalin para retardar esta repatriación, ya que el gobierno de la posguerra de Polonia se vio abrumado por la gran cantidad de refugiados.
Los polacos del sur Kresy (noroeste de Ucrania) recibieron dos opciones, ser deportados a  Siberia o Polonia, y la mayoría eligieron Polonia.
El gobierno polaco en el exilio en Londres envió sus directrices a sus organizaciones (ver Estado secreto polaco) en Leópolis y en otros grandes centros de población en Ucrania occidental para que no se trasladasen y se negasen a ser evacuados, prometiendo que en la conversaciones de paz mantendrían la región dentro de Polonia. Jruschov como resultado de esta directiva cambió su enfoque para tratar la "cuestión polaca". Hasta ese momento, los niños polacos podían recibir educación en polaco de acuerdo con el plan de estudios de la Polonia de preguerra. De la noche a la mañana, todas las escuelas polacas fueron obligadas a seguir el plan de estudios de la Ucrania Soviética e impartir clases solo en ucraniano y ruso. A todos los hombres se les dijo también que se preparasen para ser movilizados en las brigadas de trabajo del Ejército Rojo. Estas acciones fueron introducidas específicamente para estimular la emigración polaca a Polonia.
El director de la escuela de secundaria Rokotyniv, Stefania Kubrynowycz declaró:
"Los rusos odian a los polacos. Los soldados (soviéticos) han cambiado sus uniformes por los de bandiso y se pasean por las aldeas polacas para presionar a que emigren a Polonia, con amenazas de muerte.....".
En enero de 1945, el NKVD arrestó a 772 polacos en Leópolis (donde, de acuerdo a las fuentes soviéticas, el 1 de octubre de 1944, tenía un 66,7% de población polaca), incluyendo a 14 profesores, 6 doctores, 2 ingenieros, 3 artistas, y 5 sacerdotes católicos. La reacción de la comunidad polaca a estos arrestos fue muy negativa. La prensa clandestina polaca en Leópolis consideró estos actos como un intento de acelerar la deportación de los polacos de su ciudad. Los arrestados fueron puestos en libertad después de haber firmado los papeles para emigrar a Polonia. Es difícil establecer el número exacto de los polacos expulsados de Leópolis, entre 100.000 y 140.000.

### Transferencias de población desde Bielorrusia
En marcado contraste con lo que se llevó a cabo en el RSS Ucraniana, los oficiales comunistas de la RSS bielorrusa no apoyaron activamente la deportación de los polacos. Los funcionarios soviéticos de Bielorrusia hicieron difícil para los activistas de Polonia el comunicarse con los tuteyshios (Tutejszy) - personas que estaban indecisos en cuanto a si se consideraban polacos o bielorrusos. A gran parte de la población rural, que por lo general no tenían ningún documento oficial de identidad, se les negó el derecho de repatriación sobre la base de que no tenían documentos que establecieran que eran ciudadanos polacos. En lo que se describió como la "lucha por el pueblo", las autoridades polacas trataron de conseguir el máximo posible de repatriados, mientras que los funcionarios de Bielorrusia trataron de mantener, sobre todo los campesinos, mientras que procedían a la deportación de la mayoría de la burguesía polaca o intelligentsia. Se estima que entre 150.000 y 250.000 personas fueron deportadas de Bielorrusia. Cifras similares de población se registraron como polacos, pero forzados por las autoridades de Bielorrusia a seguir siendo bielorrusos. Un proceso simétrico tuvo lugar en lo que respecta a la población bielorrusa del territorio de la vóblast de Białystok de la RSS de Bielorrusia, que fue trasladada por la URSS a Polonia.
Parte de la diferencia de trato se originó de la identidad religiosa, a diferencia de Ucrania, donde la mayoría de los cristianos ucranianos eran miembros de la poderosa Iglesia Única Ucraniana la cual estaba a menudo en conflicto con los polacos católicos, la mayoría de los cristianos bielorrusos eran miembros de rito latino. No era desconocido que para los más educados católicos bielorrusos que hablaban polaco era fácil identificarse como "polascos" a fin de ser deportados fuera del régimen de Stalin a Polonia, donde la libertad religiosa era un poco más abierta, las autoridades bielorrusas no quería un éxodo masivo de su población a Polonia. En consecuencia, el catolicismo de rito latino mantiene una presencia significativa en Bielorrusia aún hoy, en torno al 10%.

### Transferencias de población desde Lituania
La repatriación de polacos del territorio de Lituania sufrió numerosos retrasos. El clero polaco agitaba activamente en contra de la emigración, y la prensa clandestina llamó a los que se habían inscrito para la repratriación "traidores", esperando, que la conferencia de paz después de la guerra asignase la región de Vilna (en lituano: Vilnius) a Polonia. Después de que sus esperanzas se desvaneciesen, el número de personas que querían emigrar se elevó gradualmente en las Oficinas de repatriación estatal de la República Popular de Polonia.
Las actitudes en la RSS de Lituania fueron similares a las de los funcionarios de la RSS de Bielorrusia. El partido comunista lituano estaba dirigido por una facción nacionalista, que apoyaron la eliminación de la intelectualidad polaca, sobre todo de la muy disputada región de Vilna. La ciudad de Vilna se consideraba a sí misma como la capital histórica de Lituania, aunque a principios del siglo XX, su población era en un 60% polaca, 30% judía y solo un 2-3% se autodenominaban lituanos. La población rural polaca se vio sin embargo, muy importante para la economía, y un blanco fácil para las políticas de asimilación (lituanizacion). La repatriación de los polacos de Vilna, por otro lado, se fomentó y se facilitó una rápida despolonización y lituanización de la ciudad. Por otro lado, la ideología lituana declaró que muchos de los individuos que se declaraban a sí mismos como polacos, eran de facto futuros lituanos. Una vez más, se negó a la población rural el derecho a salir de Lituania debido a su falta de documentación legal de preguerra que documentase su ciudadanía polaca. Contrariamente a un acuerdo con Polonia, muchas personas fueron amenazadas con el pago de deudas o con arrestos si decidían la repatriación. Individuos relacionados con la resistencia polaca (Armia Krajowa y Estado secreto polaco) fueron perseguidos por las autoridades de la ocupación soviética. Al final, sólo el 50% (400.000 personas) registradas como polacas fueron deportadas. Dovile Budryte estima que alrededor de 150.000 personas fueron deportadas.
Los historiadores lituanos estiman que alrededor del 10% de las personas que se fueron a Polonia eran étnicamente lituanos, que buscaban una manera de escapar de la ocupación soviética y huir al oeste.

## Legalidad de las transferencias de población
El punto de vista del derecho internacional sobre las transferencias población experimentó una considerable evolución durante el siglo XX. Antes de la Segunda Guerra Mundial, una serie de trasvases de población importantes fueron el resultado de tratados bilaterales y con el apoyo de organismos internacionales como la Sociedad de Naciones.
La marea comenzó a cambiar cuando en los Juicios de Núremberg se declaró que la deportación forzada de las poblaciones civiles durante la Segunda Guerra Mundial realizada por los líderes nazis alemanes era un crimen de guerra y un crimen contra la humanidad. Este dictamen se aprobó de manera progresiva y se refinó a través del resto del siglo. Subyacente a este cambio fue la tendencia a tomar en cuenta también los derechos de la persona, lo que limita los derechos de los estados-nación para imponer decisiones que los afecten de forma adversa.
Ahora hay poco debate sobre el régimen jurídico general de traslados de población involuntarios:
"El traslado de poblaciones que solía ser aceptado como medio de solucionar los conflictos étnicos, hoy en día, los traslados forzados de población se consideran violaciones del derecho internacional." (Diario del Derecho Internacional y Política de Denver, primavera de 2001, p116).
No hay distinción legal entre una transferencia unidireccional y la transferencia bidireccional, ya que los derechos de cada individuo se consideran independientes de los de otros.
Así, aunque los firmantes de acuerdos de Yalta y Potsdam consideraron legales las expulsiones bajo el derecho internacional en dicho momento, hay historiadores y estudiosos del derecho internacional y los derechos humanos que han revisado su valoración de los hechos y argumentan que la transferencia de población de los polacos de Europa del Este deben ser considerados como episodios de limpieza étnica y por lo tanto una violación de los derechos humanos.

## Lectura adicional
- Grzegorz Hryciuk, Przemiany narodowościowe i ludnościowe w Galicji Wschodniej i na Wołyniu w latach 1931–1948

- Datos: Q450355